# Louisville-Jefferson County, KY-IN Metropolitan Statistical Area

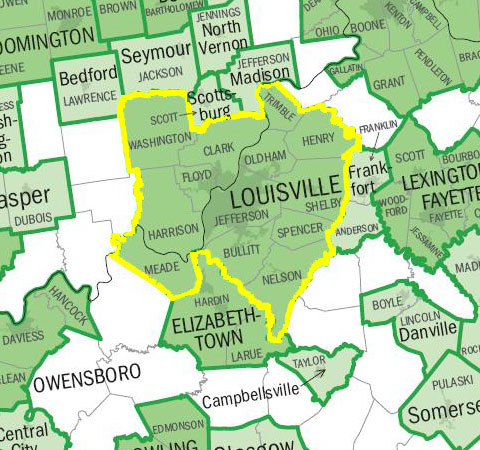
Le Louisville MSA.

Le Louisville-Jefferson County, KY-IN Metropolitan Statistical Area, aussi abrégé en Louisville MSA, est le nom d'une zone statistique d'agglomération dont le centre principal est la cité américaine de Louisville. La zone s'étend aussi bien sur l'État du Kentucky que sur celui de l'Indiana. Avec ses 1233735 en 2007, la zone est classée en 42e position des agglomérations américaines les plus peuplées.
En 1950, la zone était composée uniquement des comtés de Clark et de Floyd dans l'Indiana et de Jefferson dans le Kentucky. À la suite de la croissance de la population d'autres comtés voisins et vu que leurs habitants travaillaient essentiellement dans le comté de Jefferson, ceux-ci disposaient des critères pour entrer dans la zone de statistique. En effet, la zone statistique représente en quelque sorte une région d'influence d'une ville sur ses régions voisines. Actuellement, cette zone englobe neuf comtés dans le Kentucky et quatre comtés en Indiana.
Cette zone fait elle-même partie du Louisville-Elizabethtown-Scottsburg, KY-IN Combined Statistical Area qui englobe deux autres comtés du Kentucky et un  autre comté de l'Indiana. Cette super zone possédait 1356798 habitants en 2006. Comme la zone s'étend aussi bien dans le Kentucky que dans l'Indiana, la zone est parfois surnommée Kentuckiana.
| Zone géographique                       | 2007 •    | 2006 •    | 2005 •    | 2000      | 1990    | 1980    | 1970    | 1960    | 1950    |
| --------------------------------------- | --------- | --------- | --------- | --------- | ------- | ------- | ------- | ------- | ------- |
| Louisville- Jefferson County, KY-IN MSA | 1,233,735 | 1,222,216 | 1,208,452 | 1,161,975 | 952,662 | 906,152 | 867,330 | 725,139 | 576,900 |
| Comté de Clark (Indiana)                | 105,035   | 103,569   | 101,592   | 96,472    | 87,777  | 88,838  | 75,876  | 62,795  | 48,330  |
| Comté de Floyd (Indiana)                | 73,064    | 72,570    | 71,997    | 70,823    | 64,404  | 61,169  | 55,622  | 51,397  | 43,955  |
| Comté de Harrison (Indiana)             | 36,810    | 36,992    | 36,827    | 34,325    | 29,890  | 27,276¹ | 20,423¹ | 19,207¹ | 17,858¹ |
| comté de Scott (Indiana)                | 23,697¹   | 23,704¹   | 23,820¹   | 22,960    | 20,991¹ | 20,422¹ | 17,144¹ | 14,463¹ | 11,519¹ |
| Comté de Washington (Indiana)           | 27,920    | 28,062    | 27,885    | 27,223    | 23,717¹ | 21,932¹ | 19,278¹ | 17,819¹ | 16,520¹ |
| Comté de Bullitt (Kentucky)             | 73,931    | 72,851    | 68,474    | 61,236    | 47,567  | 43,346  | 26,090  | 15,726¹ | 11,349¹ |
| Comté de Henry (Kentucky)               | 15,711    | 16,025    | 15,903    | 15,060    | 12,823¹ | 12,740¹ | 10,910¹ | 10,987¹ | 11,394¹ |
| Comté de Jefferson (Kentucky)           | 709,264   | 701,500   | 699,827   | 693,604   | 664,937 | 685,004 | 695,055 | 610,947 | 484,615 |
| Comté de Meade (Kentucky)               | 27,270    | 27,994    | 28,447    | 26,349    | 24,170¹ | 22,854¹ | 17,796¹ | 18,898¹ | 9,422¹  |
| Comté de Nelson (Kentucky)              | 42,517    | 42,102    | 41,088    | 37,477    | 29,710¹ | 27,584¹ | 23,477¹ | 22,168¹ | 19,521¹ |
| Comté d'Oldham (Kentucky)               | 55,935    | 55,285    | 53,533    | 46,178    | 33,263  | 27,795  | 14,687  | 13,388¹ | 11,018¹ |
| Comté de Shelby (Kentucky)              | 40,458    | 39,717    | 38,205    | 33,337    | 24,824  | 23,328¹ | 18,999¹ | 18,493¹ | 17,912¹ |
| Comté de Spencer (Kentucky)             | 16,837    | 16,475    | 15,651    | 11,766    | 6,801¹  | 5,929¹  | 5,488¹  | 5,680¹  | 6,157¹  |
| Comté de Trimble (Kentucky)             | 8,983     | 9,074     | 9,023     | 8,125     | 6,090¹  | 6,253¹  | 5,349¹  | 5,102¹  | 5,148¹  |

• Estimation du bureau de recensement américain.
¹Comté n'appartenant pas au MSA lors de ce recensement et n'intervenant donc pas dans la population totale du MSA.